# ريسا تاندا
ريسا تاندا (باليابانية: 種田 梨沙) هي مؤدية أصوات يابانية، ولدت يوم 12 تموز 1988 في طوكيو، اليابان.

## الأعمال

### مسلسلات أنمي
- كذبتك في أبريل - كاوري ميازونو
- ما وراء الحدود - ميراي كورياما
- صراع الطبخ - إيرينا ناكيري
- معارك القوى الغريبة في حياتنا اليومية - سايومي تاكاناشي
- أزور لين - شوكاكو

### ألعاب
- بروجكت زيرو 5

### دبلجة
- فيلم 43
- سايلنت هيل: الوحي 3 دي

## وصلات خارجية
- ريسا تاندا على موقع IMDb (الإنجليزية)
- ريسا تاندا على موقع ميوزك برينز (الإنجليزية)
- ريسا تاندا على موقع ديسكوغز (الإنجليزية)
- ريسا تاندا على موقع قاعدة بيانات الفيلم (الإنجليزية)
- ريسا تاندا على موقع كينوبويسك (الروسية)
- ريسا تاندا على موقع ANN person (الإنجليزية)